# Chinese Nachtegaal (Efteling)
De Chinese Nachtegaal is een attractie in het Sprookjesbos van attractiepark de Efteling in Kaatsheuvel. Het is gebaseerd op De Chinese nachtegaal, een sprookje opgetekend door de Deense sprookjesschrijver Hans Christian Andersen.

## Voormalige versie (1952-1979)
De Chinese Nachtegaal was een van de tien eerste sprookjes die het Sprookjesbos bouwde en bij de opening van het park in 1952 aan het publiek werden getoond. Het sprookje was naar ontwerp van Anton Pieck.

### Uitbeelding
De oude versie opende als een eenvoudige versie van een zingend vogeltje op een tak voor een muurtje.

### Vervangen
In 1979 werd De Chinese Nachtegaal vervangen door Draak Lichtgeraakt. De techniek van De Chinese Nachtegaal was erg storingsgevoelig waardoor besloten werd ze te verruilen voor Draak Lichtgeraakt.
In 1979 is het sprookje ook afgebroken. Op de vrijgekomen plek werd de attractie de Chinese Draak (Draak Lichtgeraakt) gebouwd. De muur en de waterpartij van het oorspronkelijke sprookje zijn daarbij bewaard gebleven. De vier zware metalen, door roest aangetaste, draken op de muur zijn daarbij vervangen door goudkleurig gespoten aluminium draken.

### Beschrijving
Tegen de achtergrond van een oude, Chinese muur, waarop zich vier goudkleurige draken bevonden, floot de nachtegaal, gezeten op een tak, iedere vijf minuten zijn lied. Op de voorgrond, tussen de rotsen, bevonden zich tien kleurrijke bloemen. Telkens wanneer de nachtegaal begon te zingen, openden de bloemen langzaam hun kelken. Voor de zang van de nachtegaal werden opnames gemaakt van een kunstfluiter.
De techniek voor de bloemen werd bedacht door Peter Reijnders. Om de bloemen te openen werd perslucht geblazen in de binnenballen van voetballen. In deze ballen werden korsetbaleinen aangebracht, die alle handmatig moesten worden gebogen. Dit was een arbeidsintensieve klus die minimaal twee keer per seizoen moest plaatsvinden. Door vermoeidheid van de baleinen en verwering van de rubber persluchtslangen, gebeurde het regelmatig dat de bloemen open bleven staan.

## Huidige versie (1999-heden)
De huidige versie van De Chinese Nachtegaal is te vinden in het Sprookjesbos langs De Vliegende Fakir. Het sprookje opende in 1999 naar ontwerp van Ton van de Ven.
In 1999 werd het sprookje van de Chinese Nachtegaal opnieuw vormgegeven op de plaats van de voormalige Siertuin. Het vormt daar het sluitstuk van het Sprookjesbos. In de vernieuwde versie van het sprookje wordt er gebruik gemaakt van de beroemde Pepper's ghost-techniek.

### Beschrijving
Sinds 1999 is het sprookje in zijn huidige vorm te vinden. Het sprookje toont het paleis van de keizer. Het sprookje opende op de plaats van de oude Siertuin.

## Trivia
- In 1959 werd overwogen om een gesproken vertelling toe te voegen aan het sprookje. Het heeft uiteindelijk 40 jaar geduurd tot dat de vertelling te horen was.
- Van 1963 tot 2000 was de mechanische nachtegaal te vinden in het Sprookjesmuseum. Van 2000 tot 2017 was het te vinden in het Efteling Museum.
- De bloemen die opengaan in de paleistuin bij het zingen van de echte nachtegaal zijn een verwijzing naar eenzelfde soort effect bij de eerste Chinese Nachtegaal van het Sprookjesbos.
- Het sprookjesboek, dat een korte samenvatting van het sprookje geeft, werd in 2000, een jaar na de opening, geplaatst op een rotsblok. In 2013 werd het boek vernieuwd.
- In maart 2023 brak de glasplaat die voor de weerspiegeling voor de Dood zorgt, om onbekende redenen. Het sprookje was daardoor bijna 4 weken lang gesloten.
- In de tv-serie Sprookjes werd voor de aflevering rond De Chineze Nachtegaal gefilmd in het decor van het sprookje. Dit was dus de eerste (en enige keer) dat een echte persoon (acteur Fred Van Kuyk) te zien was in het bed van de keizer.